# Gudibhadranahosahalli, Piriyapatna
Gudibhadranahosahalli là một làng thuộc tehsil Piriyapatna, huyện Mysore, bang Karnataka, Ấn Độ.